# Pilar Lorengar
Pilar Lorenza García Seta, de nombre artístico Pilar Lorengar (Zaragoza, 16 de enero de 1928 -  Berlín, 2 de junio de 1996), fue una famosa soprano española, nacionalizada alemana que realizó gran parte de su carrera en Berlín con repertorio de Zarzuela, Mozart, Puccini, Verdi y Wagner.
Su nombre artístico «Lorengar» procede de la unión de Loren(za) Gar(cía).

## Biografía
Nació en el Hospital Provincial de Nuestra Señora de Gracia (Zaragoza) y vivió sus primeros años en una vivienda humilde de la calle Las Armas, 92, en el barrio del Gancho de Zaragoza.
Asistió en régimen de internado al Colegio Duquesa Villahermosa de las Hijas de la Caridad donde participó en el coro escolar. Se aficionó a la zarzuela escuchándola en la radio. Antes de iniciar sus estudios musicales cantó zarzuela en el programa «Ondas Infantiles» de Radio Zaragoza de la Cadena SER.
Recibió las primeras clases de canto de la profesora Margarita Martínez Alfaro. Sus primeras actuaciones en Zaragoza fueron en los cafés «Avenida», «Ambos Mundos» y «Alaska». También, actuó en el teatro de variedades «Oasis» y en el Teatro «Argensola». Estudió ocho años con Ángeles Ottein y más tarde en Berlín con Carl Ebert y Hertha Klust.
En 1949 se trasladó a Barcelona y se matriculó en el Conservatorio de la ciudad condal. Dos años después, regresó a Madrid.
En 1952 debutó como solista en Barcelona en la Novena Sinfonía de Beethoven y el Réquiem alemán de Brahms. Su debut fue el 2 de mayo de 1951 en el Teatro Municipal de Orán, Argelia, como Rosa de la ópera Maruxa de Amadeo Vives. Como cantante de ópera debutó en 1955 como Cherubino en Festival Internacional de arte lírico de Aix-en-Provence y a continuación como Violetta en La Traviata de Giuseppe Verdi en el Royal Opera House del Covent Garden de Londres. Un año más tarde actuó en el Festival de Glyndebourne y en 1958 en el Teatro Colón de Buenos Aires como Pamina de La flauta mágica y como protagonista en La zapatera prodigiosa de Juan José Castro dirigida por Margarita Xirgu.
Entre 1952 y 1958, Pilar Lorengar grabó con Ataúlfo Argenta casi una veintena de zarzuelas entre las que destacan: Los diamantes de la corona y Jugar con fuego, de Barbieri; El rey que rabió, El puñao de rosas, Las Bravías y La Tempestad, de Chapí; Chateau Margaux, de Fernández Caballero; La Alsaciana, de Guerrero; El Caserío, de Guridi; Los cadetes de la reina y Molinos de viento, de Luna; El maestro Campanone, de Lleó; La Dogaresa, de Millán; La canción del olvido y La reina mora, de Serrano; Las golondrinas, de Usandizaga; Maruxa, de Vives o La rumbosa, de Federico Moreno Torroba.
En 1957 y tras numerosas colaboraciones grabó en París el último concierto del director Ataulfo Argenta: Un Requiem alemán de Brahms.
También en 1958 debutó en Berlín con Carmina Burana de Carl Orff y fue contratada por la Deutsche Oper Berlin, donde permaneció hasta el fin de su carrera como una de las artistas más apreciadas del ensemble. Allí se consagró en la reapertura del teatro en 1961 en Don Giovanni junto a Dietrich Fischer-Dieskau. En 1963 se le concedió el distinguido título de kammersängerin —cantante de cámara—. En 1961, actuó por primera vez en Salzburgo con Idomeneo. En la Metropolitan Opera de Nueva York debuta en 1966 como la Donna Elvira de Don Giovanni, con el mismo papel ese año regresó a Buenos Aires. Varias tournées la llevaron también a Japón. En el Metropolitan cantó 16 personajes hasta 1982 en más de 150 representaciones.
Además descolló como Elisabetta en Don Carlos, Madama Butterfly, Manon Lescaut, Suor Angelica, Mignon, Liu, Eurídice, Nedda, Regina en Matías el pintor, Alice en Falstaff, Marguerite de Fausto, Mimi en La bohème, Ágata en El cazador furtivo, Elisabeth de Tannhäuser y la Elsa de Lohengrin. También como Micaela en Carmen, Melisande en Peleas y Melisande, Marie en La novia vendida, Jenůfa, Tatiana en Eugenio Onegin, Eva en Los maestros cantores de Núremberg obteniendo gran éxito en 1969 como Tosca dirigida por Lorin Maazel y Desdémona en Otello.
Como cantante invitada actuó a menudo en la ópera de Viena y en conciertos de la Filarmónica de Viena. Su último éxito en Berlín fue Valentine de Los Hugonotes de Giacomo Meyerbeer, escenificada por John Dews retirándose en el Teatro Campoamor de Oviedo en 1991. Su despedida en Berlín fue como Tosca, ese mismo año. Tenía 63 años y 40 de carrera profesional.
El 27 de julio de 1960 se casó con el Dr. Jurgen Schaff, dentista. Sólo fue invitada a la boda la madre de la soprano, Francisca.
Pilar Lorengar murió de cáncer de pulmón en 1996 a los 68 años en el Park Sanitarium de Berlín. Según su deseo sus cenizas fueron esparcidas en el Mar del Norte.

## Reconocimientos
Lazo de Isabel la Católica.

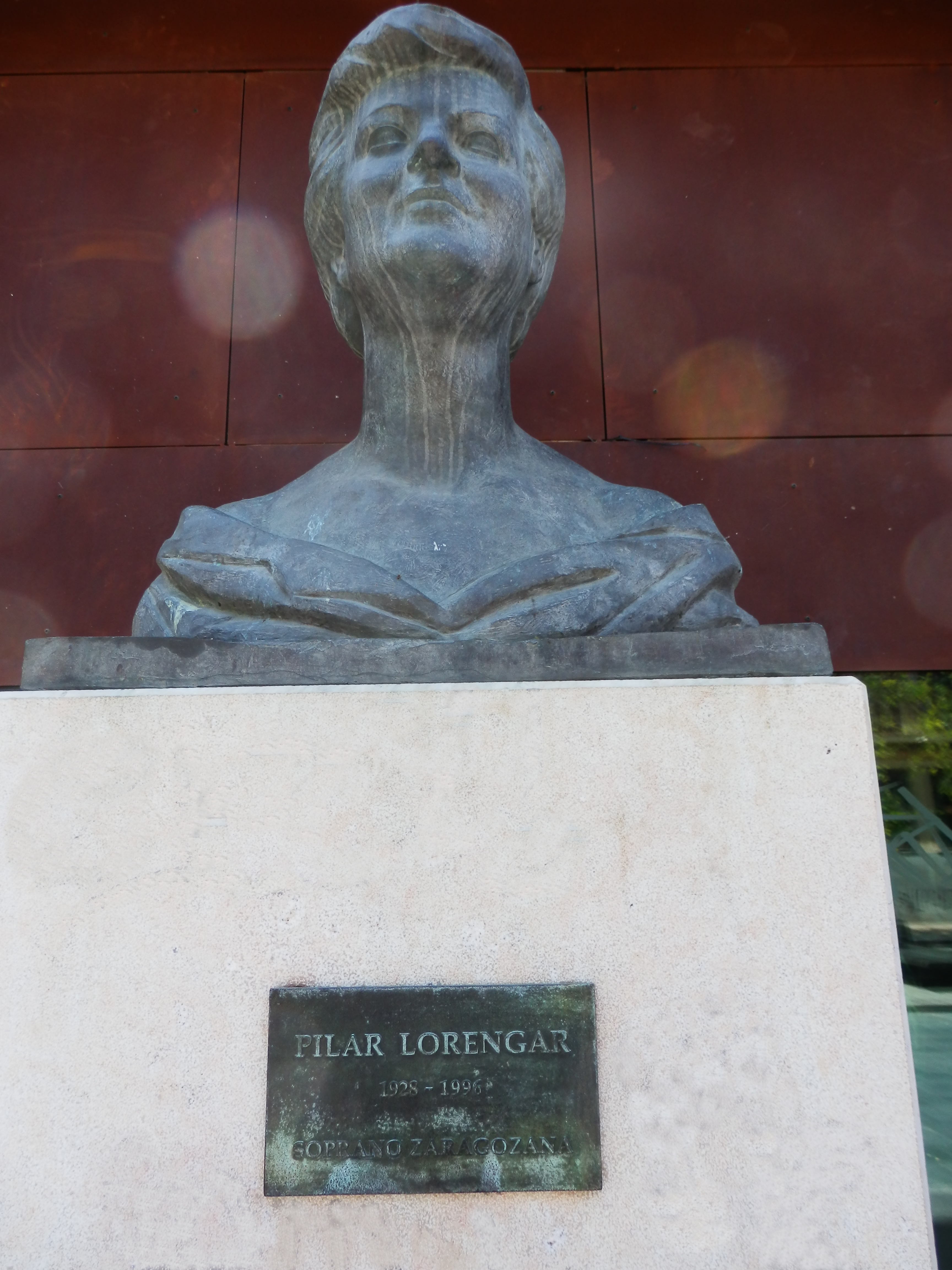
Monumento a Pilar Lorengar en Zaragoza. Escultura de Manuel Arcón Pérez.

Medalla del Círculo de Bellas Artes de Madrid (1976).
Premio nacional Ofelia Nieto.
Medalla de Oro al Mérito en las Bellas Artes.
Medalla de Oro de Zaragoza.
En 1963, el Senado de Berlín le otorgó el título de Cantante de Cámara, y en 1984 fue nombrada miembro de honor de la Ópera de Berlín.
En 1991 fue galardonada con el Premio Príncipe de Asturias de las Artes, en compañía de Victoria de los Ángeles, Teresa Berganza, Montserrat Caballé, José Carreras, Alfredo Kraus y Plácido Domingo.
En 1991 fue pregonera de las Fiestas del Pilar de Zaragoza.
El 1 de octubre de 1994 recibió la Orden al Mérito del estado de Berlín.
En 2006 se le dedicó un monumento del escultor Manuel Arcón que está situado en la plaza Mariano de Cavia de Zaragoza, a unos metros de la calle de las Armas donde nació. En la plaza está ubicado el Centro de Música de Las Armas.
Tiene una calle dedicada en Zaragoza.
El Instituto de Educación Secundaria Pilar Lorengar está situado en la calle Miguel de Asso de Zaragoza.

## Grabaciones
| Año     | Título                         | Autor                      | Director                    |
| ------- | ------------------------------ | -------------------------- | --------------------------- |
| 1951    | La rumbosa                     | Francisco Alonso López     | Victoriano Echeverría       |
| 1951    | El canastillo de fresas        | Jacinto Guerrero y Torres  | P. Agustín Moreno           |
| 1953?   | Las Golondrinas                | José María Usandizaga      | Ataúlfo Argenta             |
| 1954    | La canción del olvido          | José Serrano Simeón        | Ataúlfo Argenta             |
| 1954    | Maruxa                         | Amadeo Vives               | Ataúlfo Argenta             |
| 1954    | Molinos de viento              | Pablo Luna                 | Ataúlfo Argenta             |
| 1954?   | La alsaciana                   | Jacinto Guerrero y Torres  | Ataúlfo Argenta             |
| 1954?   | La reina Mora                  | José Serrano Simeón        | Ataúlfo Argenta             |
| 1954?   | El caserío                     | Jesús Guridi               | Ataúlfo Argenta             |
| 1954?   | El puñao de Rosas              | Ruperto Chapí              | Ataúlfo Argenta             |
| 1955    | Le nozze di Figaro             | Wolfgang Amadeus Mozart    | Hans Rosbaud                |
| 1955    | La dogaresa                    | Rafael Millán              | Ataúlfo Argenta             |
| 1955?   | Jugar con fuego                | Francisco A. Barbieri      | Ataúlfo Argenta             |
| 1956    | La calesera                    | Francisco Alonso López     | Indalecio Cisneros          |
| 1957    | Los diamantes de la corona     | Francisco A. Barbieri      | Ataúlfo Argenta             |
| 1957?   | El maestro campanone           | Vicente Lleó               | Ataúlfo Argenta             |
| 1957?   | Adiós a la Bohemia             | Pablo Sorozábal            | Pablo Sorozábal             |
| 1957?   | Katiuska                       | Pablo Sorozábal            | Pablo Sorozábal             |
| 1957?   | La del manojo de rosas         | Pablo Sorozábal            | Pablo Sorozábal             |
| 1957?   | Maravilla                      | Federico Moreno Torroba    | Federico Moreno Torroba     |
| 1957?   | María Manuela                  | Federico Moreno Torroba    | Federico Moreno Torroba     |
| 1958    | Die Zauberflöte                | Wolfgang Amadeus Mozart    | Thomas Beecham              |
| 1959?   | La generala                    | Amadeo Vives               | Odón Alonso                 |
| 1959?   | La parranda                    | Francisco Alonso López     | Nicasio Tejada              |
| 195?    | Los cadetes de la reina        | Pablo Luna                 | Ataúlfo Argenta             |
| 195?    | La pícara molinera             | Pablo Luna                 | Indalecio Cisneros          |
| 195?    | El rey que rabió               | Ruperto Chapí              | Ataúlfo Argenta             |
| 195?    | La tempestad                   | Ruperto Chapí              | Ataúlfo Argenta             |
| 1960    | Die Zauberflöte                | Wolfgang Amadeus Mozart    | Colin Davis                 |
| 1960    | Aida                           | Giuseppe Verdi             | Horst Stein                 |
| 1960    | Les Contes d'Hoffmann          | Jacques Offenbach          | Berislav Klobucar           |
| 1960    | Orfeo ed Euridice              | Christophe Willibald Gluck | Horst Stein                 |
| 1960?   | El húsar de la guardia         | Jerónimo Giménez           | Nicasio Tejada              |
| 1960?   | La marchenara                  | Federico Moreno Torroba    | Federico Moreno Torroba     |
| 1961    | Don Giovanni                   | Wolfgang Amadeus Mozart    | Ferenc Fricsay              |
| 1961    | Idomeneo                       | Wolfgang Amadeus Mozart    | Ferenc Fricsay              |
| 1961    | Madama Butterfly               | Giacomo Puccini            | Berislav Klobucar           |
| 1961    | Mathis der Maler               | Paul Hindemith             | Leopold Ludwig              |
| 1961    | Mignon                         | Ambroise Thomas            | Berislav Klobucar           |
| 1961    | La bohème                      | Giacomo Puccini            | Alberto Erede               |
| 1961?   | Chateau Margaux                | Manuel Fernández Caballero | Odón Alonso                 |
| 1962    | The Bartered Bride             | Bedrich Smetana            | Rudolf Kempe                |
| 1963?   | La chulapona                   | Federico Moreno Torroba    | Rafael Frühbeck de Burgos   |
| 1964    | Turandot                       | Giacomo Puccini            | Francesco Molinari-Pradelli |
| 1964    | Otello                         | Giuseppe Verdi             | Francesco Molinari-Pradelli |
| 1964    | Die Zauberflöte                | Wolfgang Amadeus Mozart    | István Kertész              |
| 1966    | Don Giovanni                   | Wolfgang Amadeus Mozart    | Fernando Previtali          |
| 1966    | Falstaff                       | Giuseppe Verdi             | Joseph Rosenstock           |
| 1966    | Olympie [Olimpia]              | Gaspare Spontini           | Francesco Molinari-Pradelli |
| 1966    | La traviata                    | Giuseppe Verdi             | Lorin Maazel                |
| 1967    | Faust                          | Charles Gounod             | Anton Guadagno              |
| 1967    | Le nozze di Figaro             | Wolfgang Amadeus Mozart    | Joseph Rosenstock           |
| 1967    | Don Giovanni                   | Wolfgang Amadeus Mozart    | Karl Böhm                   |
| 1967    | Le nozze di Figaro             | Wolfgang Amadeus Mozart    | Joseph Rosenstock           |
| 1967    | Don Giovanni                   | Wolfgang Amadeus Mozart    | Karl Böhm                   |
| 1967    | Médée [Medea]                  | Luigi Cherubini            | Lamberto Gardelli           |
| 1967    | Pagliacci                      | Ruggiero Leoncavallo       | Lamberto Gardelli           |
| 1968    | Die Zauberflöte                | Wolfgang Amadeus Mozart    | Joseph Rosenstock           |
| 1968    | La traviata                    | Giuseppe Verdi             | Lorin Maazel                |
| 1969    | Faust                          | Charles Gounod             | Silvio Varviso              |
| 1969    | Madama Butterfly               | Giacomo Puccini            | George Schick               |
| 1969    | Die Meistersinger von Nürnberg | Richard Wagner             | Joseph Rosenstock           |
| 1969    | Tosca                          | Giacomo Puccini            | Lorin Maazel                |
| 1969    | Don Giovanni                   | Wolfgang Amadeus Mozart    | Richard Bonynge             |
| 1969    | Orfeo ed Euridice              | Christophe Willibald Gluck | Georg Solti                 |
| 1969    | Die Zauberflöte                | Wolfgang Amadeus Mozart    | Georg Solti                 |
| 1970    | Les Contes d'Hoffmann          | Jacques Offenbach          | Serge Baudo                 |
| 1970    | Falstaff                       | Giuseppe Verdi             | Lorin Maazel                |
| 1970    | Turandot                       | Giacomo Puccini            | Kurt Adler                  |
| 1971    | Madama Butterfly               | Giacomo Puccini            | Carlo Franci                |
| 1971    | Mitridate                      | Wolfgang Amadeus Mozart    | Leopold Hager               |
| 1972    | Der Freischütz                 | Carl Maria von Weber       | Leopold Ludwig              |
| 1973    | La bohème                      | Giacomo Puccini            | Henry Lewis                 |
| 1973-74 | Così fan tutte                 | Wolfgang Amadeus Mozart    | Georg Solti                 |
| 1974    | Otello                         | Giuseppe Verdi             | Jesús López Cobos           |
| 1976    | Lohengrin                      | Richard Wagner             | James Levine                |
| 1977    | La bohème                      | Giacomo Puccini            | Jan Behr                    |
| 1979    | Die Königin von Saba           | Karl Goldmark              | Julius Rudel                |
| 1979    | Suor Angelica                  | Giacomo Puccini            | Gerd Albrecht               |
| 1980    | Falstaff                       | Giuseppe Verdi             | Georg Solti                 |
| 1983    | Iphigénie en Tauride           | Christophe Willibald Gluck | Lamberto Gardelli           |
| 1985    | Otello                         | Giuseppe Verdi             | Luis Antonio García-Navarro |
| 1985    | Tosca                          | Giacomo Puccini            | Eugene Kohn                 |
| 1986    | Don Carlos [Don Carlo]         | Giuseppe Verdi             | John Pritchard              |

## Cine
- Último día (1952), dirigida por Antonio Román. Interpretó el papel de Carmen Beltrán.

- Las últimas banderas (1957), dirigida por Luis Marquina.

- Die Zauberflöte (1964), dirigida por Otto Schenk. Interpretó a Pamina.

- Don Giovanni (1961). Interpretó a Donna Elvira.[6]